# Giuseppina di Beauharnais
Marie-Josèphe-Rose Tascher de La Pagerie, meglio nota come Giuseppina di Beauharnais (Les Trois-Îlets, 23 giugno 1763 – Parigi, 29 maggio 1814), è stata la prima moglie dell'imperatore Napoleone I dal 1796 al 1809. Come tale, fu imperatrice consorte dei francesi dal 1804 al 1809 e regina d'Italia dal 1805 al 1809.
Soprannominata "la bella Creola", Giuseppina nacque in una grande proprietà della Martinica. Arrivò in Francia grazie al suo matrimonio nel 1779 con Alessandro di Beauharnais, che divenne una figura di rilievo nella rivoluzione francese e che venne poi ghigliottinato nel 1794 durante il Terrore. Frequentando i salotti parigini, incontrò il generale Bonaparte, con cui si risposò. Questo secondo matrimonio le permise di diventare imperatrice, ma si scontrò spesso con la sua nuova famiglia e non riuscì a dare al marito un erede. Napoleone divorziò e lei si ritirò nel suo dominio della Malmaison. Malgrado il suo matrimonio sterile con Napoleone, Giuseppina lasciò dei discendenti, grazie ai due figli avuti dal primo matrimonio. È rimasta nella storia per i suoi interessi per la moda e la botanica.

## Biografia

### Infanzia

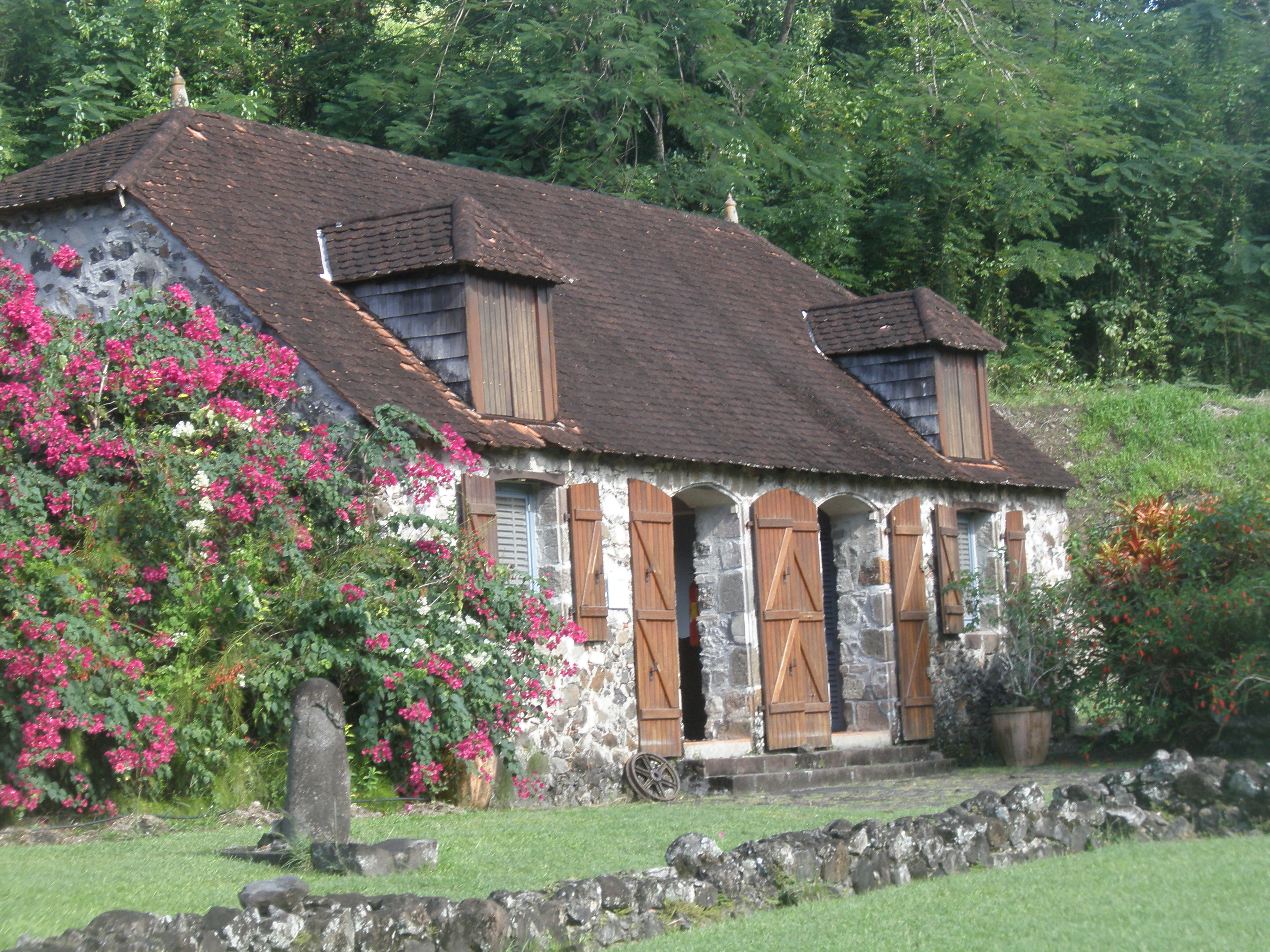
Il museo de La Pagerie a Les Trois-Îlets, che si trova nell'antica cucina dei Tascher

Marie-Josèphe-Rose nacque il 23 giugno 1763 a Les Trois-Îlets, vicino a Fort-Royal, sull'isola di Martinica, figlia maggiore del cavaliere Joseph-Gaspard Tascher Seigneur de (signore di) La Pagerie (1735-1790), e di Rose-Claire des Vergers de Sannois (1736-1807). Alla famiglia si aggiungeranno Catherine Désirée l'11 dicembre 1764 e Marie Françoise il 3 maggio 1766. Originaria di Marchenoir, la famiglia del padre era giunta in Martinica nel 1726 per fare fortuna, ma l'unico successo di Joseph-Gaspard era stato quello di sposare una donna di un ceto sociale più alto e più ricca di lui, che gli aveva portato in dote una piantagione di canna da zucchero. Il padre le dette il nome della delfina Maria Giuseppina di Sassonia, presso la quale aveva servito come paggio a Versailles dal 1751 al 1755.
Libertino e scialacquatore, Joseph-Gaspard malgestì le proprietà avute e, alla morte del nonno materno di Rose, la famiglia non ricevette l'eredità che sperava, ma molti debiti. Quando la casa di famiglia fu distrutta da un uragano nella notte del 13 agosto 1766, Joseph-Gaspard non la fece ricostruire, preferendo ristrutturare come abitazione il piano superiore della raffineria di zucchero della piantagione, dove si installò con la moglie e le figlie.
L'origine esotica della futura imperatrice dei francesi avrebbe dato luogo, in seguito, ad una fioritura di fantasie e congetture sulla sua infanzia martinicana. Al tempo soprannominata Yéyette, dal vezzeggiativo di Rosette, passava le sue giornate con Marion, l'amata nutrice mulatta, e si racconta giocasse spesso con i figli degli schiavi. Certo fu che, ripresasi da un lieve attacco di vaiolo, venne mandata a studiare nell'istituto religioso delle Dames de la Providence di Fort-Royal assieme alla sorella Catherine Désirée: non furono mandate in Francia a ricevere un'educazione adeguata a ragazze del loro rango, a causa delle ristrettezze economiche della famiglia. Non dotata di una mente brillante, Rose ricevette dalle suore un'istruzione approssimativa in cultura umanista, catechismo, disegno, danza, musica e canto.
Morta Catherine Désirée per una febbre maligna il 16 ottobre 1777, Rose uscì dal collegio a quattordici anni per tornare alla placida vita a fianco della madre a Trois-Îlets. Già da giovane, Rose acquistò carattere e abitudini corrispondenti all'immagine che i francesi si erano fatti dei creoli, di cui dicevano essere indolenti, capricciosi e molto sensuali. Fu in questo periodo, il 23 giugno 1777, giorno del suo quattordicesimo compleanno, che la ragazza ricevette da una vecchia indovina mulatta, Euphémia David, meglio conosciuta come Eliana, donna obeah e sacerdotessa vudù che viveva nella baracca lungo il fiume, una predizione sul suo futuro: avrebbe avuto un matrimonio infelice da cui sarebbe rimasta vedova, ma in seguito avrebbe avuto una corona e un ruolo «più alto di quello di una regina».
Nel frattempo Joseph-Gaspard ricevette da François de Beauharnais, amante di sua sorella Marie Euphémie Désirée, detta Edmée, la proposta di nozze fra Catherine Désirée e suo figlio minore, il visconte Alessandro di Beauharnais. Mentre questa domanda stava raggiungendo la Martinica, la ragazza morì. Dopo varie sollecitazioni, la scelta ricadde su Rose, che venne accompagnata in Francia dal padre, da una zia e da Euphémie, una serva mulatta, in un viaggio periglioso a bordo della Ile de France, sbarcando a Brest il 12 ottobre 1779. Il matrimonio fra la quindicenne Rose e il diciottenne Alessandro venne celebrato il 13 dicembre 1779 a Noisy-le-Grand.

### Primo matrimonio

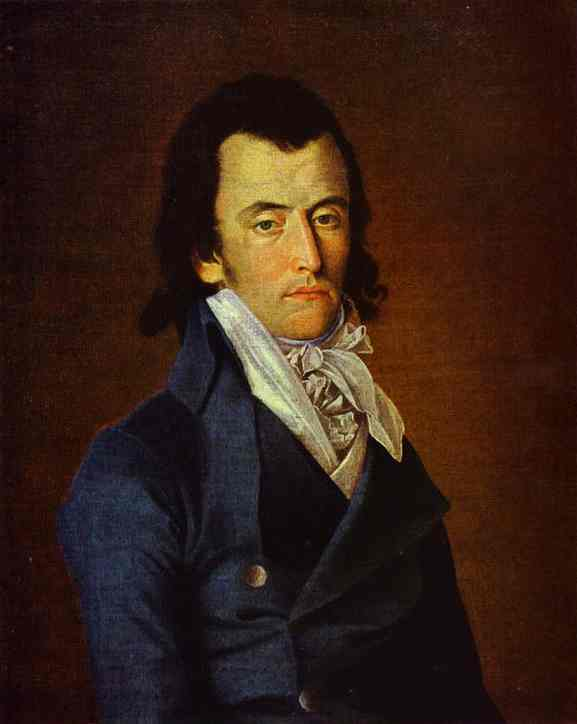
Il visconte Alessandro di Beauharnais, marito di Rose. Vanesio, saccente e libertino: in due anni e nove mesi di matrimonio avrebbe vissuto con la moglie solo dieci mesi.

Il matrimonio non iniziò bene. Costantemente criticata dal marito, che la riteneva troppo provinciale, ignorante e grossolana per essere presentata nell'alta società, Rose visse i primi due anni di matrimonio in casa Beauharnais in centro a Parigi, frequentando il salotto letterario di Fanny di Beauharnais. D'altra parte Alessandro, spesso lontano dal tetto coniugale per doveri militari, sfruttava ogni occasione per moltiplicare le sue relazioni amorose: «Invece di passare tempo a casa con una creatura con la quale non riesco a trovare nulla in comune, ho ripreso in larga misura la mia vita da scapolo», scrisse al suo vecchio precettore. Desiderava tanto essere presentata a corte alla regina Maria Antonietta, ma il marito era troppo rigido.
Nonostante gli screzi sempre più frequenti a causa del carattere di entrambi, la coppia mise comunque al mondo due figli, Eugène, che nacque il 18 settembre 1781, seguito due anni dopo da Hortense, nata il 10 aprile 1783. Nel settembre 1782 Alessandro partì per la Martinica senza avvisare la moglie, assieme all'amante Laura de Longpré, per cercare di ottenere la gloria sul campo di battaglia della rivoluzione americana: ma vi giunse quando ormai si stavano organizzando gli accordi per la pace.
In Martinica, il visconte dette scandalo per il suo comportamento con madame de Longpré e altre signore del luogo, inimicandosi i parenti della moglie, che lo avevano inizialmente ben accolto. La nascita prematura di Hortense permise a Madame de Longpré di insinuare in Alessandro il dubbio che non fosse il padre della bambina. Il visconte interrogò quindi gli abitanti dell'isola sulla supposta lascivia adolescenziale della moglie. Non trovando conferme, pur di supportare la sua tesi, cercò di corrompere anche alcuni schiavi dei Tascher e, in una violenta lettera di accusa a Rose, le intimò di lasciare la loro casa di Parigi e entrare in convento.
Il 27 novembre 1783 Rose, affidata la figlia a una balia e portando Eugène con sé, entrò nel convento di Panthémont, rifugio per aristocratiche in difficoltà. A contatto con numerose dame dell'ancien régime, in cui destò simpatia, in quest'abbazia reale Rose apprese usi e costumi da tenere in società, affinando le sue qualità mondane. Due settimane dopo avviò le pratiche per la separazione dal marito. Il 5 marzo 1785 si arrivò alla separazione consensuale: Rose avrebbe potuto vivere dove voleva, ottenendo la custodia di Eugène fino ai suoi cinque anni e quella di Hortense, mentre Alessandro si sarebbe occupato del loro mantenimento finanziario.
Quando uscì dal convento, Rose andò ad abitare con il suocero e sua zia Edmée a Fontainebleau, dove la famiglia si era trasferita in seguito a ristrettezze economiche: le entrate che dovevano venire dalle piantagioni in Martinica, mal gestite dal conte Tascher e da Alessandro, che scialacquava denaro, non erano elevate. Nonostante ciò, a Fontainebleau, Rose frequentò parecchi nobili e borghesi, dandosi alla vita di società: nacquero così vari pettegolezzi sulle sue presunte relazioni e persino su una sua gravidanza.
Il 2 luglio 1788 Rose partì da Le Havre per la Martinica assieme alla figlia e alla fedele mulatta Euphémie, dove giunsero l'11 agosto seguente. Festosamente accolta dalla famiglia, Rose trovò la proprietà assediata dai creditori e il padre e la sorella Françoise ammalati - entrambi moriranno rispettivamente il 6 giugno 1790 e il 5 novembre 1791. Rose sarebbe rimasta in Martinica due anni: in questo periodo viaggiò per le isole, visitò parenti e amici, in particolare suo zio, il barone de Tascher, a Fort-Royal dove venivano organizzati ricevimenti e balli con gentiluomini provenienti dalla Francia, dai quali si fece mantenere, facendo nascere nuovi pettegolezzi.

### Rivoluzione francese

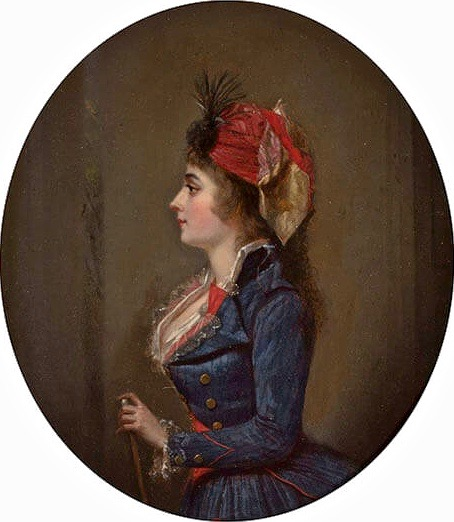
Rose di Beauharnais nel 1790, all'età di ventisette anni.

L'eco della rivoluzione scoppiata nel 1789 arrivò in Martinica nel settembre 1790, facendo scoppiare varie rivolte capeggiate da schiavi, mulatti e bianchi senza privilegi, che riuscirono a conquistare alcune piazzeforti. Il 4 settembre 1790, rischiando la vita e senza poter dire addio alla madre, Rose decise di scappare in Francia con Hortense, salendo sulla fregata militare Sensible e sbarcando nel vecchio continente nel novembre seguente.
Nel frattempo, suo marito Alessandro era stato eletto deputato negli Stati generali del 1789 e, abbracciate le idee rivoluzionarie, aveva rinunciato ai privilegi feudali, venendo infine eletto presidente dell'Assemblea nazionale costituente, dove acquisì un ruolo di spicco. Fu lui a organizzare l'arresto e il ritorno a Parigi della famiglia reale fuggita e fermata a Varennes.
Non dovendo occuparsi dei figli mandati in collegio a studiare, Rose lasciò la casa di Fontainebleu e, nell'ottobre 1791, si trasferì in un appartamento in affitto nel centro della capitale, per essere più vicina alla vita mondana dei salotti e dei teatri parigini. Qui ebbe modo di conoscere varie persone di spicco dell'epoca, di diversa estrazione sociale e orientamento politico, anche filo-borbonico, cosa che le avrebbe creato non pochi problemi negli anni successivi. In questo stesso periodo le furono attribuite numerose relazioni sentimental-sessuali.
Nella primavera del 1792 lo scoppio della guerra contro l'Austria e le sconfitte dell'esercito francese portarono a una violenta risposta antimonarchica: la famiglia reale fu arrestata (10 agosto 1792) e portata alla torre del Tempio, il mese dopo il popolo assaltò le prigioni, compiendo vari massacri e infine, il 21 settembre 1792, venne dichiarata la Repubblica. Il 21 gennaio 1793 re Luigi XVI fu ghigliottinato, seguito nove mesi dopo dalla regina Maria Antonietta. Era iniziato il regime del Terrore, con l'approvazione da parte della Convenzione nazionale della "legge dei sospetti", secondo la quale ogni nobile era un possibile controrivoluzionario, che poteva essere arrestato e ghigliottinato.

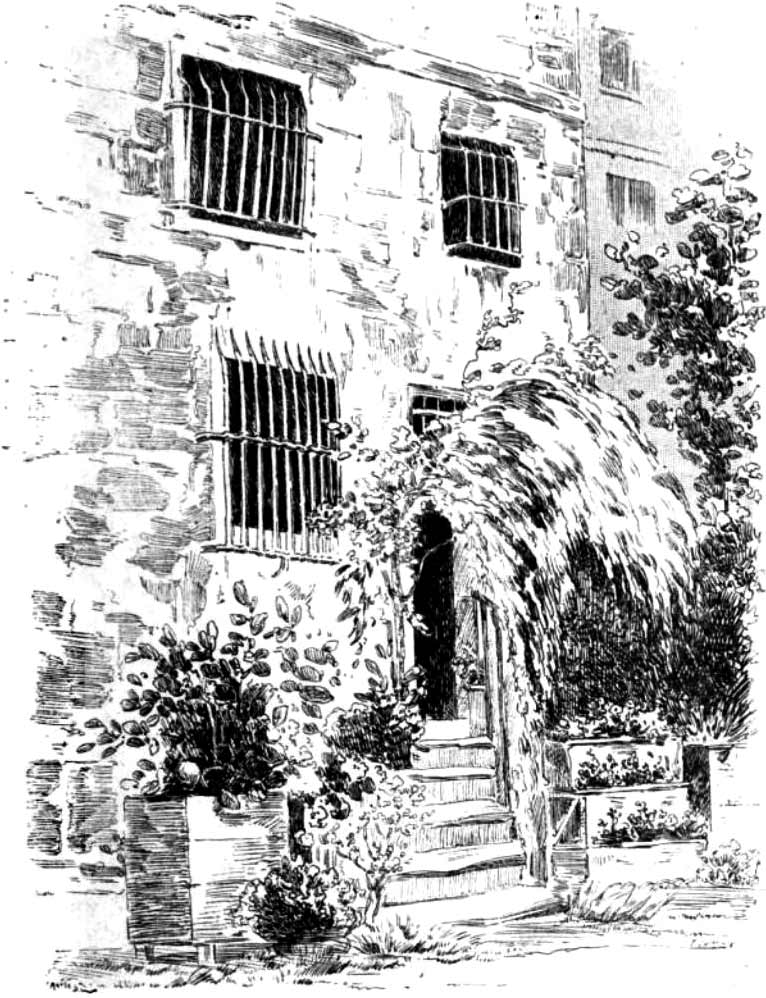
Prigione dei Carmelitani dove Rose e Alessandro vennero incarcerati nel 1794. Infestate di parassiti e sovraffollate, le celle erano ancora sporche del sangue dei massacri di settembre.

In questo clima sempre più teso, Rose cercò di salvaguardare sé stessa e i figli, cercando inizialmente di farli emigrare assieme ad amici, ma il piano fu bloccato dal marito. Tentò dunque di adattarsi il più possibile al nuovo clima repubblicano: mandò i figli a imparare un mestiere, abbandonò il titolo nobiliare e si definì nelle lettere alle autorità una fervente sanculotta, firmandosi "cittadina Beauharnais". Trasferitasi a Croissy per cercare di rimanere nell'anonimato, ottenne dalla municipalità locale il certificato di cittadinanza il 26 ottobre 1793.
Nel frattempo, dopo lo scioglimento dell'Assemblea Costituente nel settembre 1791, suo marito Alessandro aveva ottenuto il comando dell'armata del Reno, ma non manifestò grandi capacità militari. Nel luglio 1793, a seguito della caduta di Magonza in mano nemica, dette le dimissioni. Nonostante i suoi accesi discorsi filorepubblicani, fu accusato di essere un cospiratore e nel marzo 1794 fu incarcerato nella prigione dei Carmelitani. Il 21 aprile seguente venne raggiunto da Rose, denunciata da una lettera anonima.
In carcere Rose non dette prova di coraggio e, secondo i ricordi di alcuni testimoni, pianse molto spesso per la disperazione. L'unica fonte di gioia erano le visite dei figli, che cercarono di rivolgersi alle autorità per salvarla. Anni dopo fu riferito che avesse instaurato una relazione amorosa con il generale Lazare Hoche, mentre il marito si intratteneva con un'altra prigioniera, Delphine de Custine.
Con l'approvazione della legge del 22 pratile, che consentiva la condanna a morte dei "nemici del popolo" anche senza processo, furono giustiziate 1.366 persone, fra cui anche Alessandro di Beauharnais (23 luglio 1794). Quando Rose apprese la notizia, leggendola su un giornale, svenne. Quattro giorni dopo, Jean-Lambert Tallien guidò il Colpo di Stato del 9 termidoro, che portò alla caduta di Robespierre, giustiziato il giorno seguente assieme ad altri estremisti.
La morte di Robespierre pose fine al regime del Terrore e salvò Rose dalla ghigliottina: pare anche che il dossier della donna fosse scomparso. Sarebbe uscita di prigione dieci giorni dopo, il 6 agosto 1794. Alla notizia del colpo di stato, poco prima di andare a dormire, Rose scherzò con le compagne di cella: «Vedete, non sono stata ghigliottinata, e sarò incoronata regina di Francia».

### Incontro e matrimonio con Napoleone

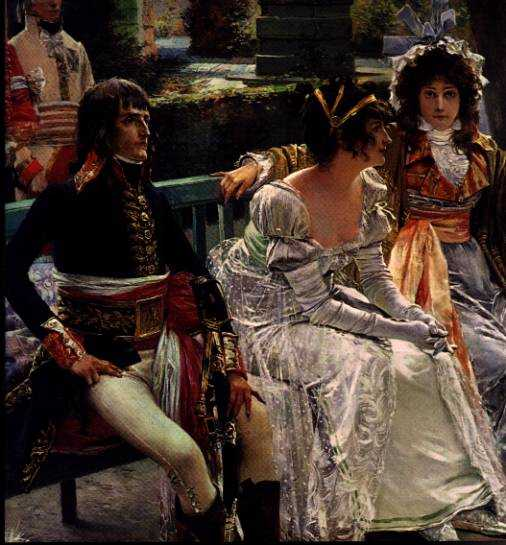
Napoleone e Giuseppina Bonaparte (XIX secolo). Come dirà in seguito lo stesso Bonaparte, Giuseppina fu la prima donna a dargli «sicurezza».

Rimasta vedova del marito che era la sua principale fonte di rendita, uscita di prigione Rose dovette far fronte alle precarie condizioni economiche in cui versavano lei e i suoi parenti. Mandò Eugène dal generale Hoche, dove divenne ufficiale inferiore alla sussistenza, mentre per sé e Hortense riuscì a farsi prestare soldi, molti dei quali furono scialaquati in frivolezze. Con il suo charme si creò amicizie influenti, che usò per recuperare la casa parigina, molti dei beni di Alessandro e farsi ricompensare di quelli perduti.
In quel periodo conobbe, grazie a Tallien, Teresa Cabarrus (con cui era stata prigioniera nello stesso carcere nel 1794), che la introdusse nei salotti del governo e le presentò Paul Barras, uno dei capi del Direttorio, di cui divenne amante. Anche se biasimata per essersi legata a un uomo così malfamato, Rose se ne servì per migliorare il proprio tenore di vita e quello dei figli: Eugène venne mandato a studiare al Collège Irlandais, mentre Hortense alla prestigiosa scuola fondata e diretta da Madame Campan. Nell'ottobre 1795 Rose si trasferì al numero 6 di rue Chantreine.
Negli stessi salotti frequentati da Rose e dalle Merveilleuses, abbigliate secondo la nuova moda neoclassica detta 'alla directoires', era ospite anche il giovane generale corso Napoleone Bonaparte. Rose e Bonaparte si conobbero più approfonditamente grazie a un favore che il generale concesse a Eugène e lei volle incontrarlo per ringraziarlo. Colpito, come dirà, dalla «eccezionale grazia e [dalle] maniere irresistibilmente amabili» della donna, i due iniziarono a frequentarsi e ben presto diventarono amanti. In poco tempo Napoleone si innamorò visceralmente della donna e nelle sue lettere d'amore la denominò Joséphine, Giuseppina, sfruttando il secondo nome di battesimo.
Appassionatamente innamorato di lei, Napoleone le propose di sposarlo, ma Giuseppina tergiversò. Come scrisse a un'amica nel gennaio 1796, provava «uno stato d'indifferenza» per lui, era spaventata dalla «forza della passione» che le dimostrava, gli riconosceva una «voglia di dominare [e] uno sguardo scrutatore» che le mettevano soggezione, ma era affascinata dalla «assurda sicurezza» che dimostrava. Alla fine, convinta che Napoleone sarebbe potuto arrivare in alto, accettò di sposarlo. Eugène accolse abbastanza positivamente la notizia, avendo intenzione di fare carriera militare, mentre Hortense, avendo in antipatia il generale, pianse copiosamente.
Il matrimonio civile avvenne la sera del 9 marzo 1796 a Parigi, nell'hotel Mondragon. La cerimonia venne officiata da un funzionario minore che mancava della competenza giuridica. Entrambi gli sposi mentirono sull'età, dichiarando di avere ambedue ventotto anni. Erano presenti solo Barras, Tallien, Jerome Calmelet, consigliere finanziario della sposa e Lemarois, aiutante in campo minorenne di Napoleone, ma nessun parente. Lo sposo le donò per le nozze un anello con una piccola iscrizione: «Al destino».

### Nostra Signora delle Vittorie

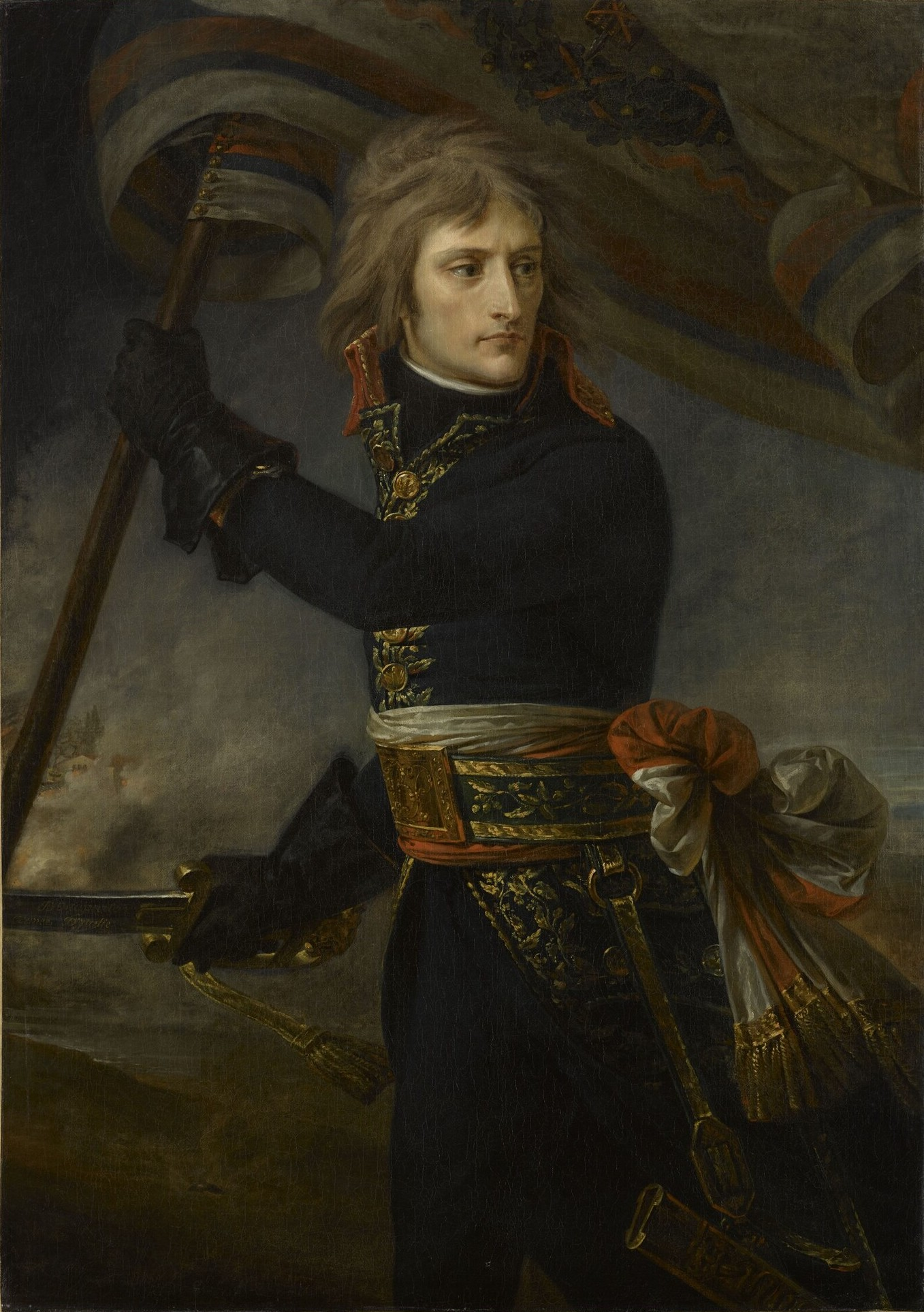
Napoleone Bonaparte alla battaglia del Ponte di Arcole, ritratto da Antoine-Jean Gros. «La sua figura era bella, molto espressiva, ma di un pallore notevole. Egli parlava con fuoco e pareva occuparsi solo di mia madre», riferì Hortense nelle sue Memorie.

Due giorni dopo le nozze, Bonaparte, che era stato nominato dal Direttorio generale in capo dell'Armata d'Italia, partì per raggiungere il suo esercito, mentre Giuseppina rimase a Parigi, poiché il Direttorio le aveva ritirato il passaporto.
Durante la campagna d'Italia, Giuseppina ricevette moltissime lettere appassionate da parte del marito che lei, incapace di rispondere con uguale ardore, commentava apertamente con la sua cerchia di amici. «L'amore che ispirava a un uomo straordinario come Bonaparte evidentemente la inorgogliva, anche se lei prendeva la cosa meno sul serio di lui», ricordò l'amico drammaturgo Antoine Arnault, «la sento ancora dire in quella sua peculiare cantilena creola: "È buffo... Bonaparte".»
Sconfitto l'esercito del regno di Sardegna e gli austriaci ed entrato trionfalmente a Milano, Napoleone reclamò la moglie al suo fianco e il Direttorio diede il suo consenso. Per molti mesi Giuseppina rifiutò di raggiungerlo, accampando varie scuse, da malanni ad una presunta gravidanza. Grazie alle gesta del marito, Giuseppina era divenuta infatti una figura famosa a Parigi e, con il suo charme e la sua affabilità, riuscì a rendersi molto popolare sia all'alta società sia al popolo, venendo soprannominata Notre-Dame-des-Victoires.
Pressata dalla disperazione di Napoleone, fu infine costretta a raggiungerlo, partendo il 27 giugno 1796. Era accompagnata da alcuni amici che desideravano fare degli affari in Italia, tra cui il giovane amante Hippolyte Charles, di cui si era pazzamente innamorata.
Pur riscontrando enorme successo a Milano per le sue maniere gentili, la sua bontà e la sua delicatezza, Giuseppina confessò di annoiarsi «terribilmente» in Italia. Riceveva le entusiaste attenzioni del marito – «mi adora come se io fossi una dèa», scriveva a sua zia Edmée –, ma, mentre lui si trovava sul campo di battaglia, Giuseppina continuò con discrezione la sua tresca con Hippolyte.
Nel luglio 1797 Giuseppina seguì il marito a Brescia, dove riuscì a far ottenere ad un suo amico, l'affarista Lagrange, le forniture per le Armate dei Pirenei e d'Italia, lucrandoci sopra attraverso delle tangenti. Sempre a Brescia salvò fortuitamente Napoleone, evitando che finisse vittima di una cospirazione austriaca, insistendo per andarsene prima del previsto da un ballo: ciò convinse il marito che il suo sesto senso creolo fosse il suo portafortuna. A Mantova, fu coinvolta nel bombardamento della città e, per evitarle altri pericoli, Napoleone la fece allontanare dalla guerra: Giuseppina visitò così Ferrara, Bologna, Lucca e Livorno, per poi tornare a Milano nel settembre 1796.

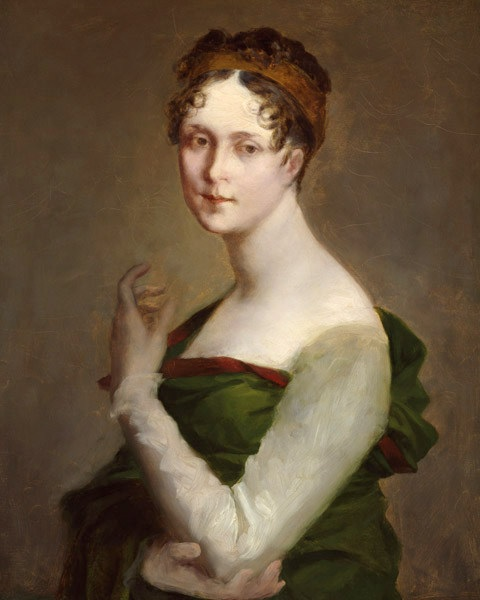
Giuseppina Bonaparte, ritratta da Pierre-Paul Prud'hon.

A Milano Giuseppina continuò il suo stile di vita sfarzoso e ammaliante, ma nel settembre 1797 si scontrò con la famiglia Bonaparte, invitata in Italia da Napoleone, che la disapprovò pesantemente. In particolar modo Giuseppina venne particolarmente osteggiata dalla suocera, Letizia Ramolino, e dalla giovane cognata, Paolina. Pur sostenuta dal figlio Eugenio, Giuseppina fu sollevata quando «quei mostri», come li aveva denominati, lasciarono la sua residenza estiva di Villa Pusterla a Mombello.
I coniugi Bonaparte tornarono per vie separate nel gennaio 1798 a Parigi, dove Giuseppina continuò assieme a Hippolyte i suoi traffici illeciti sull'assegnazione degli appalti per l'esercito, per sovvenzionarsi le spese pazze e ripagare gli enormi debiti, di cui il marito era all'oscuro. Conscia che Napoleone fosse un vero eroe nazionale, iniziò a preoccuparsi di non essere ancora riuscita a dargli un figlio. Dopo essersi separata da lui, partito per la campagna d'Egitto, Giuseppina si recò alle terme di Plombières, note per portare fecondità.
Al suo ritorno dalla campagna d'Egitto, Bonaparte parve deciso a divorziare, ma dovette rinunciare per l'attaccamento ai due figli di Giuseppina.
Alla fine la situazione coniugale s'invertì: Napoleone prese ad avere amanti nell'entourage di sua moglie e Giuseppina, che non ignorava la cosa, dovette subire la presenza delle rivali.

### Imperatrice dei francesi

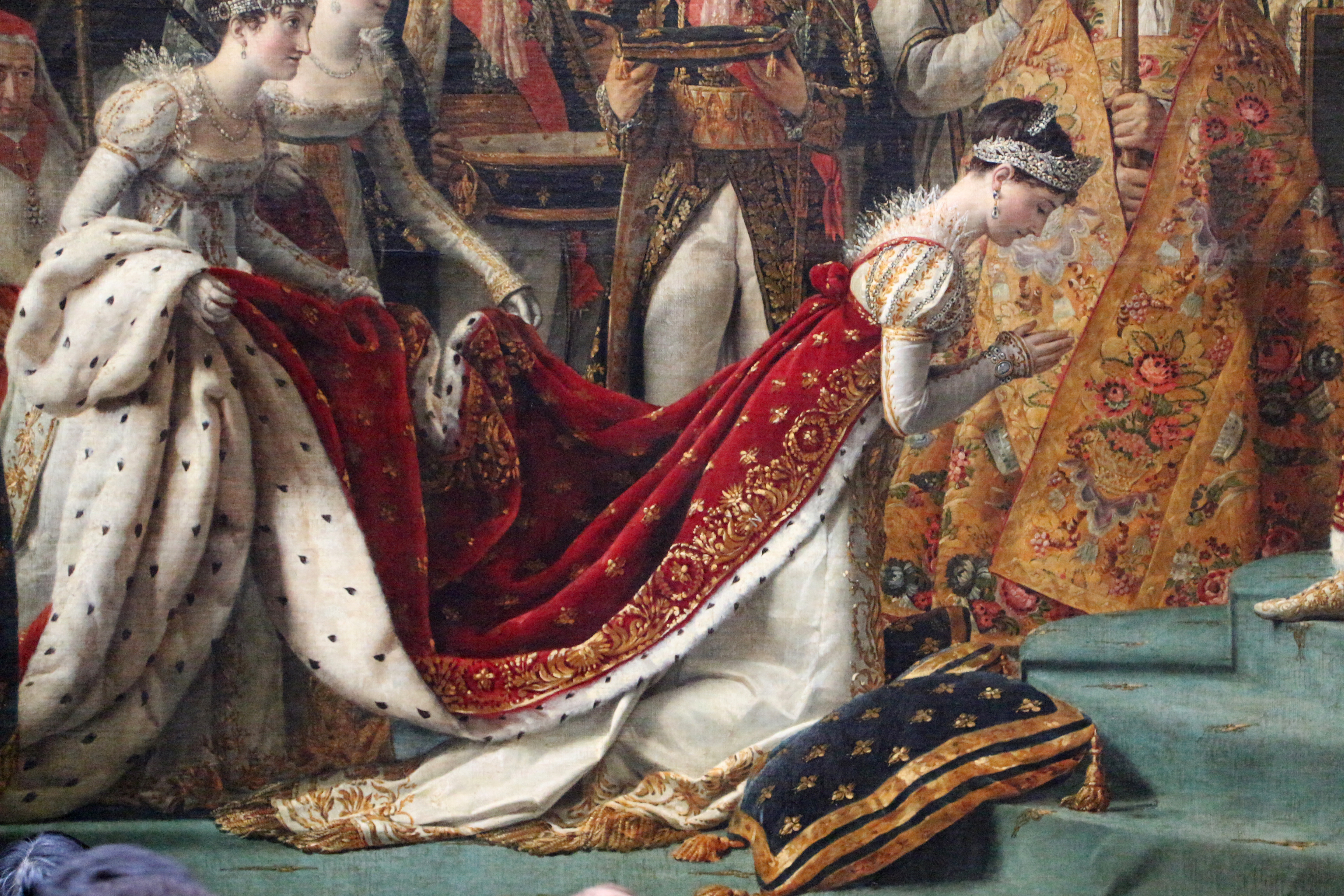
L'incoronazione dell'imperatrice Giuseppina nella cattedrale di Notre-Dame. Dipinto di Jacques-Louis David, dettaglio (1807).

Napoleone e Giuseppina furono incoronati imperatore e imperatrice dei francesi nel 1804 nella cattedrale di Notre-Dame. La madre morì in Martinica il 2 giugno 1807.

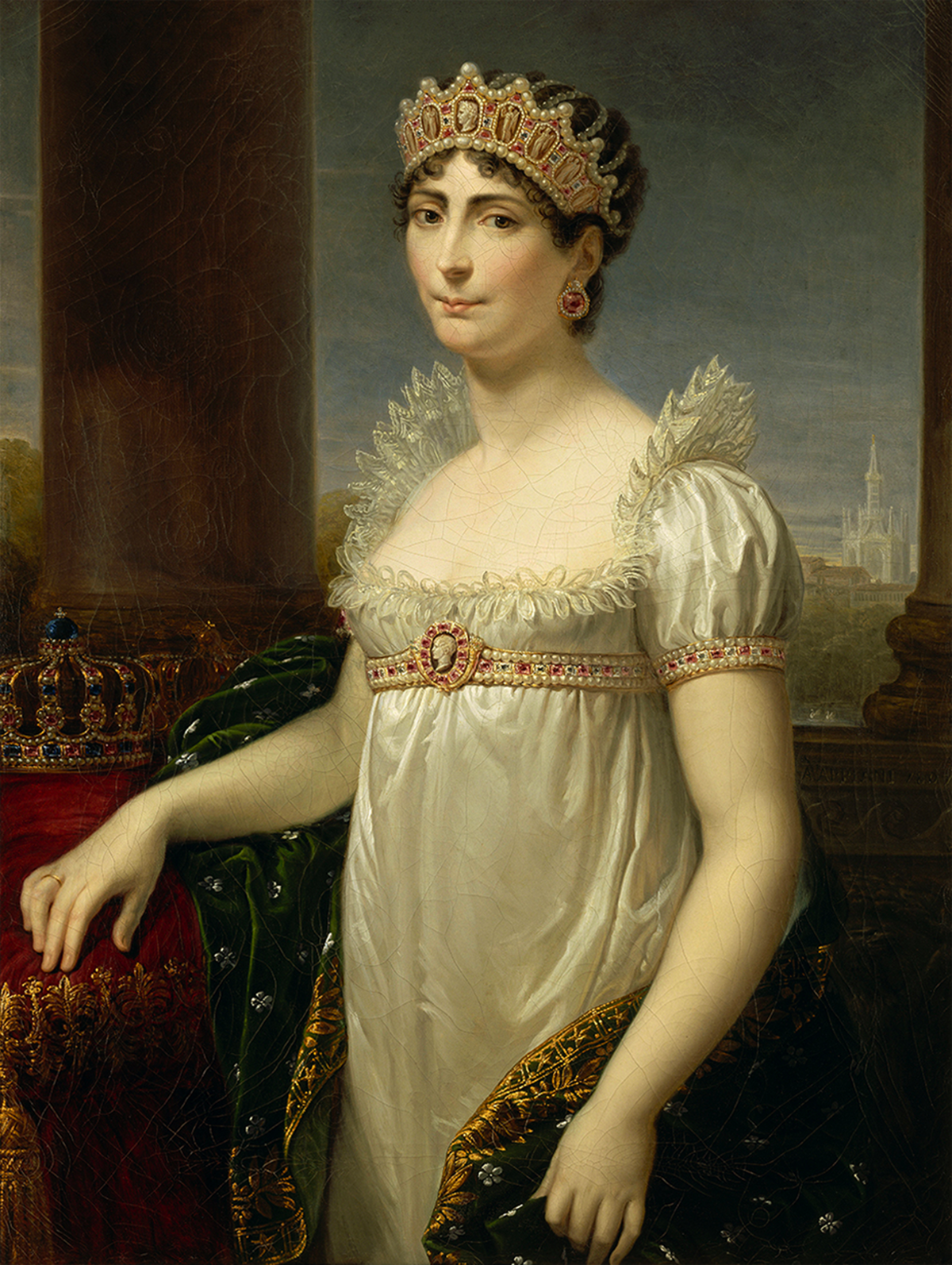
Giuseppina Bonaparte, Regina d'Italia, ritratta da Andrea Appiani.

Quando apparve chiaro che, per questioni anagrafiche, Giuseppina non poteva dare un erede a Napoleone, l'imperatore decise di accogliere l'invito dei suoi consiglieri e avviare le pratiche per la dichiarazione di nullità del matrimonio, riconosciuta dal tribunale ecclesiastico dell'arcidiocesi parigina l'11 gennaio 1810.

### Ultimi anni e morte

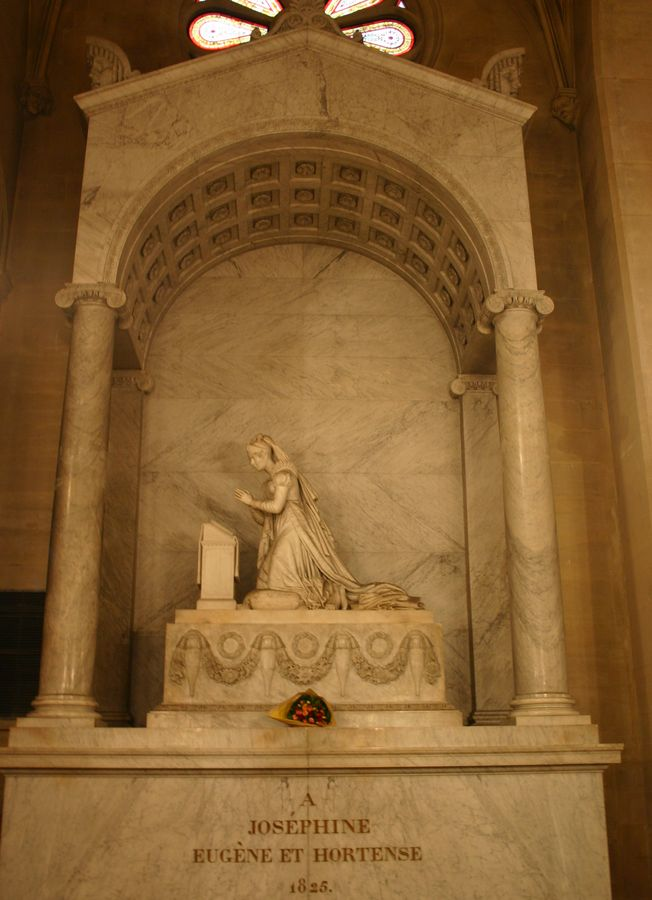
La tomba di Giuseppina di Beauharnais nella chiesa dei Santi Pietro e Paolo a Rueil-Malmaison, opera dello scultore Jean-Auguste Barre.

Dopo la dichiarazione di nullità del matrimonio, Giuseppina visse gli ultimi anni della sua vita nel castello di Malmaison, vicino a Parigi. Rimase in buoni rapporti con Napoleone (che una volta le disse che la sola cosa che li accomunava erano i debiti).
Nella sua dimora di campagna Giuseppina continuò la sua opera di restauro e di abbellimento sia dell'edificio sia del parco. Insoddisfatta delle rose che a quel tempo erano disponibili, piccole e di fioritura breve, fece piantare nei giardini della tenuta oltre duecento varietà di rose provenienti dalla Persia. Da queste rose venne in seguito isolata prima la Rosa tea e, successivamente, la Ibrida perenne, dai fiori doppi e rifiorenti e dalla quale discendono molte delle rose che attualmente sono in commercio.
Alla sua morte, avvenuta nel 1814 a causa d'una polmonite accompagnata da un'angina gangrenosa, fu seppellita non lontano da Malmaison, nella chiesa dei Santi Pietro e Paolo a Rueil. Accanto a lei fu in seguito sepolta la figlia Ortensia.
Giuseppina fece parte della Massoneria come membro di una loggia di adozione.

## Aspetto e personalità

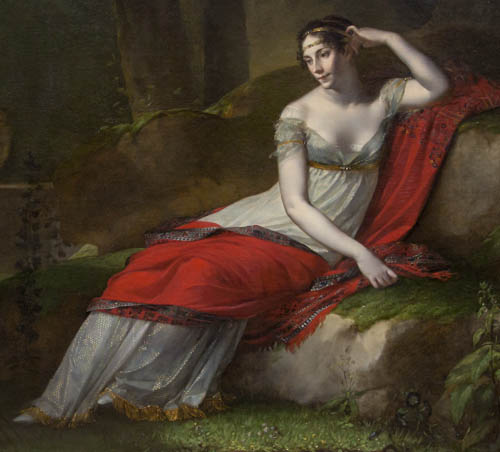
L'imperatrice Giuseppina ritratta da Pierre-Paul Prud'hon (1805).

La ragazza che giunse in Francia nel 1779 per le prime nozze era molto diversa dalla donna che sarebbe divenuta imperatrice dei francesi. Le sue prime descrizioni, risalenti alle trattative per le nozze con Alessandro di Beauharnais, la raffigurano come una ragazza «ben modellata per la sua età», dal carattere mite, la «voce dolce», una «vaga attitudine per la musica» e margini di miglioramento per il modo di cantare, di recitare e di danzare. Trovandola troppo goffa e ignorante per essere presentata nei salotti d'élite, il marito cercò inutilmente di istruirla attraverso i libri.
Ebbero più successo le ospiti del convento di Penthemont, in cui Giuseppina visse durante la separazione dal marito. La ragazza fece sue, copiando e venendo istruita dalle dame, le regole del comportamento, dell'etichetta, del trucco e della moda. A ventun anni divenne «una signora distinta ed elegante, dalle maniere perfette, dotata di grazie infinite», come la definì il padre del suo consulente legale che la incontrò in convento durante le trattative per la separazione da Alessandro.
(Descrizione di Giuseppina da parte del comandante in seconda del brigantino La Levrette, durante il soggiorno in Martinica del 1788.)
Secondo le descrizioni dell'epoca, Giuseppina era alta circa un metro e sessantotto, svelta, con i capelli setosi, lunghi, castani, occhi nocciola e una carnagione ambrata. Il naso era piccolo e dritto; la bocca era ben formata, ma la teneva chiusa per la maggior parte del tempo per non rivelare i suoi denti difettosi. Venne elogiata per la sua eleganza, lo stile e la bassa voce "argentata", splendidamente modulata.

## Discendenza

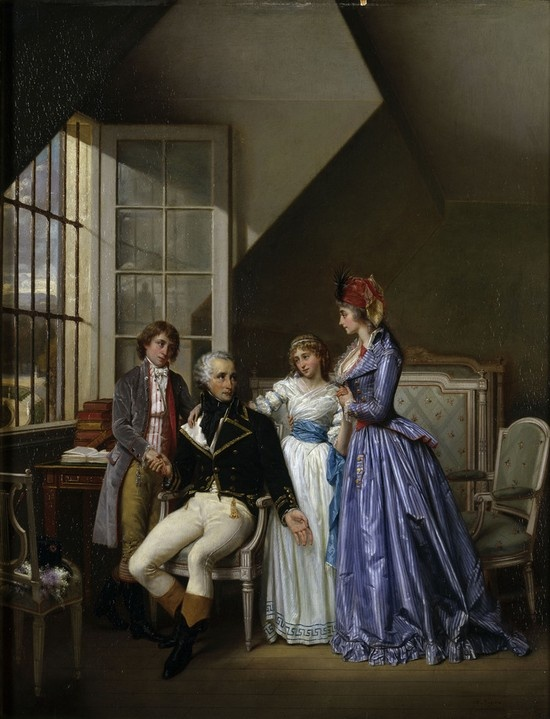
Giuseppina, Alessandro di Beauharnais e i due figli nel 1794.

Da Alessandro di Beauharnais Giuseppina ebbe:
| Nome                    | Nascita          | Morte            | Note |
| ----------------------- | ---------------- | ---------------- | --- |
| Eugenio di Beauharnais  | 3 settembre 1781 | 21 febbraio 1824 | Viceré del Regno Italico; sposò Augusta di Baviera (1788-1851). Sua figlia Giuseppina sposò il re Oscar I di Svezia.                                                              |
| Ortensia di Beauharnais | 10 aprile 1783   | 5 ottobre 1837   | Sposò Luigi Bonaparte (fratello di Napoleone) nel 1802, divenendo in seguito regina d'Olanda. Il figlio di Ortensia divenne imperatore dei francesi con il nome di Napoleone III. |

Il figlio di Hortense divenne Napoleone III, imperatore dei francesi, mentre il figlio di Eugène fu Maximilian de Beauharnais, III duca di Leuchtenberg, e la figlia di Eugène, Joséphine, sposò re Oscar I di Svezia, figlio della fidanzata di un tempo di Napoleone, Désirée Clary. Attraverso di lei, Giuseppina è diretta antenata dei monarchi del Belgio, di Danimarca, di Grecia, di Lussemburgo, della Norvegia, della Svezia e del Baden. Un'altra delle figlie di Eugène, Amélie, sposò l'imperatore Pietro I del Brasile (già Pietro IV del Portogallo) a Rio de Janeiro, e divenne imperatrice del Brasile.
La giornalista del Time Nathalie Alexandria Kotchoubey de Beauharnais era una diretta discendente di Giuseppina attraverso suo figlio Eugène e il nipote Maximilian de Beauharnais, III duca di Leuchtenberg.
Un gran numero di gioielli oggi indossati dalle famiglie reali si dicono appartenuti a Giuseppina, anche se al momento l'unico documentato e accertato è una parure di smeraldi e diamanti appartenente alla famiglia reale norvegese.
Le case reali di Danimarca, Svezia e Norvegia sono discendenti di Giuseppina.

## Patrona delle rose

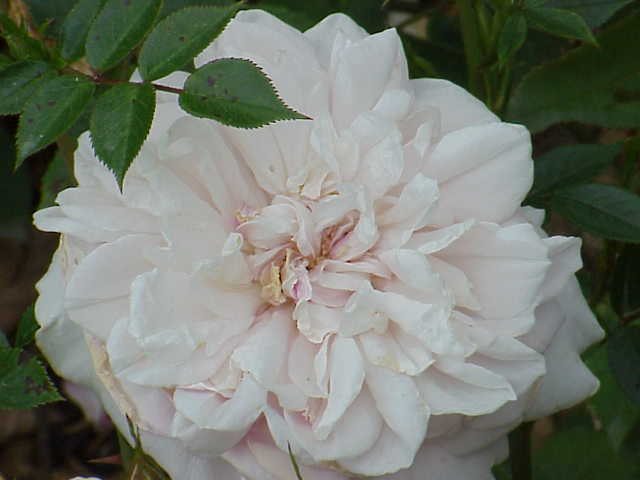
Rosa 'Souvenir de la Malmaison'.

Nel 1799, mentre Napoleone si trovava in Egitto, Giuseppina acquistò il castello di Malmaison. Ella diede ordine di rifare il parco in stile inglese, chiamando appositamente paesaggisti e orticultori dall'Inghilterra. Tra questi vi era Thomas Blaikie, esperto orticultore scozzese, oltre ad Alexander Howatson, al botanico Ventenat, e al francese André Dupont. Fu quest'ultimo a suggerire a Giuseppina di creare un giardino delle rose, al punto che ella si appassionò alle specie più rare e provenienti da tutto il mondo.
Napoleone, venuto a conoscenza di questa passione, incrementò il giardino facendo portare appositamente in Francia diverse piante dai luoghi ove si trovò a guerreggiare. Pierre-Joseph Redouté venne incaricato di ripiantare i fiori nel giardino. Les Roses fu la prima pubblicazione realizzata negli anni 1817–20 sul giardino delle rose della Malmaison, con 168 tavole illustrate delle specie presenti al castello. La passione di Giuseppina per le rose vinse anche il blocco commerciale imposto da Napoleone nei confronti dell'Inghilterra, al punto che alcune specie provenienti dalla Cina poterono essere acquistate proprio grazie a permessi speciali di commercio. Sir Joseph Banks, direttore dei giardini botanici reali di Kew, collaborò al progetto. Le rose non vennero catalogate nella realizzazione del giardino, ma si ha ragione di credere che alla morte di Giuseppina nel 1814 vi fossero 197 specie diverse di rose, secondo i calcoli di Jules Gravereaux del Roseraie de l'Haye.
Il giardino è importante anche perché André Dupont vi iniziò i primi esperimenti di impollinazione artificiale sulle rose, creando nuove varietà ancora oggi apprezzate. Dupont, mentre era al servizio di Giuseppina, creò 25 nuove tipologie, ma i suoi collaboratori ne crearono altre 1 000 nello stesso giardino, nei 30 anni successivi alla sua morte.
Dopo la morte di Giuseppina la casa rimase vuota a lungo e ciò che rimaneva dello splendido giardino venne distrutto nel 1870 in una battaglia della guerra franco-prussiana. Nel 1844, in occasione del 30º anniversario della morte dell'ex imperatrice, venne creata per lei la Souvenir de la Malmaison.

## Titoli, trattamento e stemma

### Titoli e trattamento
- 23 giugno 1763 – 13 dicembre 1779: Mademoiselle Rose Tascher de La Pagerie
- 13 dicembre 1779 – 23 luglio 1794: Madame, la Viscontessa di Beauharnais
- 23 luglio 1794 – 9 marzo 1796: Madame, la Viscontessa vedova di Beauharnais
- 9 marzo 1796 – 18 maggio 1804: Madame Napoleon Bonaparte
- 18 maggio 1804 – 26 maggio 1805: Sua maestà imperiale, l'Imperatrice dei Francesi
- 26 maggio 1805 – 10 gennaio 1810: Sua maestà imperiale e reale, l'Imperatrice dei Francesi, regina d'Italia
- 10 gennaio 1810 – 9 aprile 1810: Sua maestà imperiale, l'imperatrice Giuseppina
- 9 aprile 1810 – 29 maggio 1814: Sua maestà imperiale, l'imperatrice Giuseppina, duchessa di Navarra

### Stemma
| Stemma di Giuseppina di Beauharnais |

## Ascendenza
|                                        |                                       |                                                     | Genitori                           |  |  | Nonni                                |  |  | Bisnonni                         |  |
|                                        |                                       |                                                     |                                    |  |  | Gaspard Joseph Tascher de la Pagerie |  |  | Gaspard de Tascher de la Pagerie |  |
|                                        |                                       |                                                     |                                    |  |  | Gaspard Joseph Tascher de la Pagerie |  |  | Gaspard de Tascher de la Pagerie |  |
|                                        |                                       | Edmée Henriette Madeleine du Plessis de Savonnières |                                    |  |  | Gaspard Joseph Tascher de la Pagerie |  |  |                                  |  |
| Giuseppe-Gaspard Tascher de la Pagerie |                                       |                                                     |                                    |  |  | Gaspard Joseph Tascher de la Pagerie |  |  |                                  |  |
|                                        |                                       | Françoise Bourreau de la Chevalerie                 | François Bourreau de la Chevalerie |  |  |                                      |  |  |                                  |  |
|                                        |                                       | Françoise Bourreau de la Chevalerie                 | François Bourreau de la Chevalerie |  |  |                                      |  |  |                                  |  |
|                                        |                                       | Françoise Bourreau de la Chevalerie                 | Marie Thérèse Jaham des Prés       |  |  |                                      |  |  |                                  |  |
| Giuseppina di Beauharnais              |                                       | Françoise Bourreau de la Chevalerie                 |                                    |  |  |                                      |  |  |                                  |  |
|                                        | Joseph François des Vergers de Sanois | Joseph des Vergers de Sablons                       |                                    |  |  |                                      |  |  |                                  |  |
|                                        | Joseph François des Vergers de Sanois | Joseph des Vergers de Sablons                       |                                    |  |  |                                      |  |  |                                  |  |
|                                        | Joseph François des Vergers de Sanois | Élisabeth de Maigne du Plat                         |                                    |  |  |                                      |  |  |                                  |  |
| Rose-Claire des Vergers de Sanois      | Joseph François des Vergers de Sanois |                                                     |                                    |  |  |                                      |  |  |                                  |  |
|                                        |                                       | Catherine Marie Brown                               | Anthony Brown                      |  |  |                                      |  |  |                                  |  |
|                                        |                                       | Catherine Marie Brown                               | Anthony Brown                      |  |  |                                      |  |  |                                  |  |
|                                        |                                       | Catherine Marie Brown                               | Catherine des Vergers de Sannois   |  |  |                                      |  |  |                                  |  |
|                                        |                                       | Catherine Marie Brown                               |                                    |  |  |                                      |  |  |                                  |  |

## Nella cultura di massa

### Letteratura
- Napoléon di Max Gallo (1997)
- La vita segreta di Giuseppina Bonaparte di Carolly Erickson (2010)
- Al cuore dell'Impero di Alessandra Necci, cap. 5

### Cinema
| Anno | Film                                                                                | Attrice             | Note                                                       |
| ---- | ----------------------------------------------------------------------------------- | ------------------- | ---------------------------------------------------------- |
| 1912 | Giuseppina Beauharnais                                                              | Jeanette Trimble    | Cortometraggio                                             |
| 1920 | Madame Récamier                                                                     | Johanna Mund        |                                                            |
| 1923 | A Royal Divorce                                                                     | Gertrude McCoy      |                                                            |
| 1923 | Empress Josephine; Or, Wife of a Demigod                                            | Janet Alexander     | Cortometraggio                                             |
| 1925 | Madame Sans-Gêne                                                                    | Suzanne Talba       | Dalla commedia omonima di Victorien Sardou ed Émile Moreau |
| 1926 | Destinée                                                                            | Ady Cresso          |                                                            |
| 1927 | Napoleone (Napoléon vu par Abel Gance)                                              | Gina Manès          |                                                            |
| 1927 | The Fighting Eagle                                                                  | Julia Faye          |                                                            |
| 1928 | The Lady of Victories                                                               | Agnes Ayres         |                                                            |
| 1928 | Il barbiere di Napoleone (Napoleon's Barber)                                        | Natalie Golitzen    | Dall'opera teatrale di Arthur Caesar                       |
| 1930 | El barbero de Napoleón                                                              | Nelly Fernández     | Dall'opera teatrale di Arthur Caesar                       |
| 1935 | Napoléon Bonaparte                                                                  | Gina Manès          |                                                            |
| 1937 | Romance of Louisiana                                                                | Suzanne Kaaren      |                                                            |
| 1937 | Le perle della corona (Les perles de la couronne)                                   | Jacqueline Delubac  |                                                            |
| 1938 | Napoleone e Giuseppina Beauharnais (A Royal Divorce)                                | Ruth Chatterton     |                                                            |
| 1938 | La sposa dei re                                                                     | Norma Nova          |                                                            |
| 1942 | Le Destin fabuleux de Désirée Clary                                                 | Lise Delamare       |                                                            |
| 1945 | Paméla                                                                              | Gisèle Casadesus    | Dal romanzo omonimo di Victorien Sardou                    |
| 1951 | Napoleone                                                                           | Marisa Merlini      |                                                            |
| 1953 | The Love Story of Napoleon, episodio della serie Omnibus                            | Pamela Mason        |                                                            |
| 1954 | I cavalieri dell'illusione                                                          | Hedy Lamarr         |                                                            |
| 1954 | Désirée                                                                             | Merle Oberon        | Dal romanzo omonimo di Annemarie Selinko                   |
| 1954 | L'amante di Paride                                                                  | Hedy Lamarr         |                                                            |
| 1955 | Napoleone Bonaparte (Napoléon)                                                      | Michèle Morgan      |                                                            |
| 1957 | L'inferno ci accusa (The Story of Mankind)                                          | Marie Windsor       |                                                            |
| 1960 | Napoleone ad Austerlitz (Austerlitz)                                                | Martine Carol       |                                                            |
| 1960 | Not Tonight Henry                                                                   | Joanne Berges       |                                                            |
| 1962 | Venere imperiale                                                                    | Micheline Presle    |                                                            |
| 1964 | I grandi camaleonti                                                                 | Valentina Cortese   | Sceneggiato televisivo                                     |
| 1966 | Surcouf, l'eroe dei sette mari                                                      | Mónica Randall      |                                                            |
| 1966 | Il grande colpo di Surcouf                                                          | Mónica Randall      |                                                            |
| 1967 | "Il mio padrone consigliere dell'Imperatore", episodio della serie Strega per amore | Danielle De Metz    | Serie televisiva fantastica                                |
| 1974 | Karriere N                                                                          | Sonja Hörbing       | Film televisivo                                            |
| 1974 | Amoureuse Joséphine                                                                 | Évelyne Dandry      | Film televisivo                                            |
| 1974 | Napoleone e le donne (Napoleon and Love)                                            | Billie Whitelaw     | Miniserie televisiva                                       |
| 1976 | Le avventure e gli amori di Scaramouche                                             | Ursula Andress      |                                                            |
| 1979 | Joséphine ou la comédie des ambitions                                               | Danièle Lebrun      | Miniserie televisiva                                       |
| 1987 | Napoleone e Giuseppina (Napoleon and Josephine: A Love Story)                       | Jacqueline Bisset   | Miniserie televisiva                                       |
| 1991 | Napoléon et l'Europe                                                                | Béatrice Agenin     | Serie televisiva                                           |
| 1993 | Kaspar Hauser                                                                       | Barbora Lukesová    |                                                            |
| 1995 | Muz v pozadí                                                                        | Lenka Skopalová     | Miniserie televisiva                                       |
| 2002 | Napoléon (Napoléon)                                                                 | Isabella Rossellini | Miniserie televisiva                                       |
| 2012 | Red Hot History                                                                     | Stéphanie Reynaud   | Serie televisiva                                           |
| 2023 | Napoleon                                                                            | Vanessa Kirby       | Film                                                       |

### Musica
- La cantante Tori Amos ha scritto una canzone intitolata Joséphine, basata sulla figura dell'Imperatrice, inclusa nell'album To Venus and Back.

## Fumetti
- Giuseppina è la protagonista della serie manga Rose Josephine, creata da Kaoru Ochiai e Yumiko Igarashi.

### Esplicative
1. ↑  L'appellativo Giuseppina di Beauharnais o "Joséphine de Beauharnais" è un nome che mai utilizzò nel corso della sua vita. Da ragazza, durante il primo matrimonio e in generale prima dell'incontro con Napoleone, Giuseppina si fece chiamare Rose de Tascher, Rose Tascher de La Pagerie o Rose de Beauharnais. Fu Napoleone a renderla celebre chiamandola esclusivamente con il suo terzo[senza fonte] nome: Joséphine o meglio Joséphine Bonaparte, facendo svanire il nome di Rose. Il termine improprio "Joséphine de Beauharnais" emerse per la prima volta durante la restaurazione dei Borbone, che erano titubanti nel riferirsi a lei sia con il cognome di Napoleone sia con il titolo imperiale, e stabilirono invece di indicarla con il cognome del suo defunto primo marito. Alla sua morte, i giornali ultrarealisti la chiamarono «madame vedova di Beauharnais» (Miège, 2007, p. 39).
2. ↑  Venne battezzata il 27 luglio 1763 nella chiesa di Notre-Dame-de-la-Bonne-Délivrance des Trois-Îlets. Ma Rose mentirà per tutta la vita sulla sua data di nascita e gli almanacchi imperiali indicano come data di nascita il 24 giugno 1768. Sua figlia, la regina Ortensia, sostenne per tutta la vita la menzogna della madre ( Jean-Claude Fauveau, Giuseppina l'Imperatrice Creola: Lo schiavismo nelle Antille e la tratta durante la Rivoluzione Francese., Éditions L'Harmattan, 2010,  p. 69.) Secondo la tradizione francese, ricevette il nome di Maria dalla sua madrina Marie Françoise Boureau de la Chevalerie, sua nonna paterna, e il nome Josèphe dal suo padrino Joseph des Vergers de Sannois, suo nonno materno; il terzo nome, Rose, che sarà il nome utilizzato fino all'unione con Napoleone Bonaparte, era uno dei nomi di sua madre (Registro dei battestimi (1763) della parrocchia Notre-Dame de la Bonne-Délivrance aux Trois-Îlets, Archivi nazionali francesi d'Oltre-mare.).
3. ↑  Ricordato più volte con gusto anche da Giuseppina una volta divenuta imperatrice, l'aneddoto apparve per la prima volta nel 1797 sul giornale monarchico «Le Thé», quando ancora metà della profezia doveva compiersi (Knapton, 1992, pp. 15-16).
4. ↑  Alessandro nonostante gli sforzi non aveva trovato alcuna informazione che potesse sostenere la sua tesi, mentre Rosa, sostenuta dai Tasher e dagli stessi familiari di Alessandro, poteva documentare i comportamenti inappropriati del marito che avevano fatto fallire il matrimonio (Knapton, 1992, pp. 55-59).
5. ↑  In questo periodo nacque una bambina, battezzata Marie-Adelaide, di cui Rosa e sua zia Edmée si presero cura, negoziandole matrimonio e dote. L'imperatrice venne accusata di esserne la madre, ma i discendenti di questa ragazza erano convinti che fosse frutto di una relazione tra Alessandro di Beauharnais e una donna sposata, che si era vista costretta ad abbandonarla (Aronson, 1993, p. 28).
6. ↑  Rosa sarà accusata di essere la madre di una bambina chiamata Marie-Joséphine Benaguette, detta Fifine, della quale sia Rosa che sua madre si occuparono assiduamente: la futura prima imperatrice dei francesi le avrebbe donato una dote di 60.000 franchi al momento delle nozze nel 1808. Quasi cinquant'anni dopo, un discendente di Fifine avrebbe scritto a Napoleone III per chiedergli una pensione, asserendo di essere un nipote della prima moglie di Napoleone. Questa diceria venne smentita nel 1909, quando il biografo R. Pichevin pubblicò il certificato di matrimonio di Marie-Joséphine Benaguette, rivelando che era nata il 17 marzo 1786, prima del ritorno di Rosa in Martinica, e che sua madre era Marie-Louise Benaguette, residente a Rivière Salée, poco distante la piantagione dei Tasher de la Pagerie (Knapton, 1992, pp. 65-66)
7. ↑  Mentre le due attraversavano di corsa la piazza principale di Fort-Royal, in piena rivolta, una palla di cannone sparata dai ribelli cadde proprio davanti a loro (Erickson, 2003, p. 76).
8. ↑  Costituzionalisti come La Fayette, Antoine Barnave, Jean Joseph Mounier, ispiratore del giuramento della Pallacorda, e Isaac René Guy Le Chapelier, ma anche reazionari come il duca Mathieu de Montmorency-Laval e il barone Charles de Viel-Castel (Knapton, 1992, p. 75). Divenne inoltre intima amica della sorella di Robespierre, Charlotte, e strinse una forte amicizia con il principe Federico III di Salm-Kyrburg e sua sorella Amalia Zefirina (Buzzi, 1983, p. 50).
9. ↑  Secondo la vox populi dell'epoca, Rosa avrebbe avuti come amanti Scipio de Rure, capitano della Sensible che l'aveva riportata in Francia, il cavaliere di Cresnay, il cavaliere di Coigny e il barone Charles de Viel-Castel, uno dei promotori della prima restaurazione borbonica (Knapton, 1992, p. 75).
10. ↑  Eugenio fu mandato da un calzolaio e poi mandato al Collegio Nazionale, Ortensia da una sarta, che in realtà era anche la governante, fervente realista, della ragazzina (Buzzi, 1983, p. 51).
11. ↑  Diceria vuole grazie ai buoni uffici di Charles la Bussière, un attore impiegato come copista nel Comitato di sicurezza generale, che essendo suo ammiratore fece sparire l'atto d'accusa mangiandolo. I dossier di Rosa infatti non sono conservati negli archivi nazionali francesi. Charles la Bussière pare abbia fatto sparire nello stesso modo molti dossier di suoi favoriti. A conferma di questa strana storia, pare che, una volta divenuta imperatrice nel 1803, Rosa consegnò a Charles la Bussière una busta con mille franchi, con aggiunta una nota: «in grato ricordo» (Knapton, 1992, p. 89).
12. ↑  A prestarle i soldi per lungo tempo pensò l'agente europeo dei Tasher, il banchiere Jean Emmery. Nel frattempo Rosa tempestava la madre di lettere, cercando di ottenere anche da lei, che viveva in povertà, altri soldi (Aronson, 1993, pp. 54-55).
13. ↑  Nel febbraio 1795 riuscì, grazie a Tallien, a far togliere i sigilli dal suo appartamento parigino e venne nominata tutrice dei figli. Il giugno seguente scrisse al Comitato di salute pubblica per richiedere due cavalli e una carrozza, per compensare quelle lasciate da Alessandro durante la guerra. L'anno seguente richiese la mobilia, libri e argenteria del marito. Le fu tutto concesso. Non riuscì però a riavere il risarcimento per lo zucchero e il caffè distrutti dagli schiavi di Santo Domingo durante la rivoluzione (Knapton, 1992, pp. 96-97).
14. ↑  Durante la requisizione di armi a Parigi, per recuperare una spada donatagli dal padre, Eugenio supplicò il generale di riaverla, che commosso dall'affetto filiale gliela restituì (Gerosa, 1995, pp. 75-76).
15. ↑  Il giorno prima la coppia aveva firmato il contratto di matrimonio dal notaio della donna che, contrario alle nozze, cercò di convincere Giuseppina a non sposare questo generale che le portava in dote «soltanto il suo mantello e la sua spada» (Aronson, 1993, p. 69).
16. ↑  Tutta la corrispondenza che Napoleone scrisse a Giuseppina venne conservata da quest'ultima e ritrovata in un armadio da un servitore dopo la morte della proprietaria e poi rivenduta. Dopo varie peripezie, le lettere sono state pubblicate assieme ad altri documenti dell'epoca napoleonica (Knapton, 1992, p. 120).
17. ↑  Anche la via in cui abitava venne ufficialmente chiamata "rue de la Victoire" (Aronson, 1993, p. 79).

### Riferimenti
1. ↑  Knapton, 1992, p. 9.
2. ↑  (FR)  Articolo su Maurizio de Tascher di Jean-Claude Colrat
3. 1 2  Aronson, 1993, p. 22.
4. ↑  Buzzi, 1983, pp. 14-16.
5. ↑  Buzzi, 1983, pp. 16-17.
6. 1 2  Aronson, 1993, p. 23.
7. ↑  Knapton, 1992, p. 10.
8. ↑  Buzzi, 1983, pp. 19-22.
9. ↑  Knapton, 1992, p. 30.
10. ↑  Buzzi, 1983, p. 26.
11. ↑  Knapton, 1992, pp. 33-35.
12. ↑  Aronson, 1993, p. 25.
13. ↑  Buzzi, 1983, pp. 27-29.
14. ↑  Knapton, 1992, pp. 45-49.
15. ↑  Buzzi, 1983, pp. 29-32.
16. 1 2  Aronson, 1993, p. 27.
17. ↑  Buzzi, 1983, pp. 38-39.
18. ↑  Buzzi, 1983, pp. 40-41.
19. 1 2  Buzzi, 1983, pp. 41-42.
20. ↑  Aronson, 1993, p. 35.
21. ↑  Buzzi, 1983, p. 49.
22. 1 2  Aronson, 1993, p. 36.
23. ↑  Knapton, 1992, pp. 82-83.
24. ↑  Knapton, 1992, p. 77.
25. ↑  Knapton, 1992, p. 78.
26. ↑  Aronson, 1993, p. 37.
27. ↑  Knapton, 1992, pp. 81-82.
28. 1 2  Knapton, 1992, p. 83.
29. ↑  Aronson, 1993, p. 39.
30. ↑  Erickson, 2003, p. 109.
31. ↑  Aronson, 1993, p. 40.
32. ↑  Aronson, 1993, p. 61.
33. ↑  Knapton, 1992, pp. 101-102.
34. ↑  Aronson, 1993, pp. 57-58.
35. ↑  Aronson, 1993, pp. 61-63.
36. ↑  Buzzi, 1983, p. 117; Erickson, 2003, p. 132.
37. ↑  Aronson, 1993, p. 67.
38. ↑  Buzzi, 1983, pp. 120-122.
39. ↑  Buzzi, 1983, p. 122.
40. ↑  Aronson, 1993, pp. 69-70.
41. ↑  Gerosa, 1995, p. 84.
42. ↑  Gerosa, 1995, p. 82.
43. ↑  Knapton, 1992, p. 120.
44. ↑  Gerosa, 1995, p. 149; Aronson, 1993, p. 77.
45. ↑  Aronson, 1993, p. 80.
46. ↑  Gerosa, 1995, pp. 146-148.
47. ↑  Aronson, 1993, pp. 81-82.
48. ↑  Aronson, 1993, pp. 84-85.
49. ↑  Gerosa, 1995, pp. 156-157.
50. ↑  Knapton, 1992, p. 137.
51. ↑  Aronson, 1993, pp. 86-88, p. 90.
52. ↑  Knapton, 1992, pp. 148-151.
53. ↑  Aronson, 1993, pp. 94-95.
54. ↑  Gerosa, 1995, p. 236.
55. ↑  A. Battaglia, Napoleone e Josephine, mai sposi, in G. Motta (a cura di), L'imperatore dei francesi e l'Europa napoleonica, Nuova Cultura, Roma, 2014, p. 54
56. ↑  Christine Sutherland. L'amante di Napoleone, Oscar Storia Mondadori, Cles (TN), 2002 ISBN 88-04-50093-X
57. ↑  Andrea Cuccia, Dieci Tavole Architettoniche sulla Massoneria, Rubbettino, Catanzaro, 2005, cap. 9 "Il movimento massonico femminile", p. 318: "Durante la rivoluzione, come tutti i gruppi massonici, le logge di adozione scomparvero per riapparire durante l'Impero. La moglie di Napoleone, Giuseppina, ricoprì le più alte cariche fra le "sorelle adottate" pur sempre in logge maschili."
58. ↑  Knapton, 1992, p. 23.
59. ↑  Buzzi, 1983, p. 34.
60. ↑  Fraser, 2009, p. 31.
61. 1 2  Buzzi, 1983, p. 35.
62. ↑  (EN) Person Page 6746, su thePeerage.com, 22 settembre 2004. URL consultato il 14 aprile 2010.
63. ↑   Ella Kay, Tiara Timeline: The Norwegian Emerald Parure Tiara, su The Court Jeweller. URL consultato il 30 maggio 2015.
64. ↑   Empress Joséphine's Emerald Tiara, su orderofsplendor.blogspot.co.uk, Order of Splendor.
65. 1 2  Bechtel, Edwin de Turk. 1949, reprinted 2010. "Our Rose Varieties and their Malmaison Heritage". The OGR and Shrub Journal, The American Rose Society. 7(3)
66. ↑  (EN)  Thomas, Graham Stuart (2004). The Graham Stuart Thomas Rose Book. London, England: Frances Lincoln Limited. ISBN 0-7112-2397-1.
67. ↑  (EN)  DouglasBrenner and Stephen Scanniello, A Rose by Any Name, Chapel Hill, North Carolina: Algonquin Books, 2009